# Кэти Би
Кэ́тлин Энн ́Брайен (Kathleen Anne Brien; 8 мая 1989), более известная как Кэ́ти Би (Katy B) — британская певица, автор-исполнитель. Она исполняет музыку в жанрах дабстеп, R&B, фанки, хаус, гэридж и выступает также под псевдонимом Baby Katy.
Она родилась в квартале Пекам в районе Саутуарк, Большого Лондона. В 2009 году ей предлагали заключить контракт крупные звукозаписывающие компании; в 2010 году она выпустила на лейбле Rinse первый сингл «Katy on a Mission», который занял пятое место в британском хит-параде. В том же году закончила Голдсмитский колледж. В 2011 году Кэти Би выпустила дебютный альбом On a Mission, достигший второй строчки в Великобритании, и была номинирована на Mercury Prize и Q Awards.
В 2012 году Кэтлин была выбрана в качестве исполнителя официального гимна тридцатых летних Олимпийских игр на шоу, приуроченном к началу кампании в поддержку игр Move to the beat. Композиция «Anywhere in the World» также была исполнена в дуэте с английским диджеем Марком Ронсоном на самой церемонии открытия игр в Олимпийском стадионе 27 июля 2012 года.

## Дискография

### Альбомы
- On a Mission (2011)
- Little Red (2014)
- Honey (2016)

### Синглы
- «Katy On a Mission» (2010)
- «Lights On» (2010)
- «Broken Record» (2011)
- «Easy Please Me» (2011)
- «Witches’ Brew» (2011)
- «Movement» (2011)
- «Anywhere in the World» (2012)
- «What Love Is Made Of» (2013)
- «5 am» (2013)
- «Crying For No Reason» (2014)
- «Still» (2014)

## Видеоклипы
| Название                                                               | Год  | Режиссёр                     |
| ---------------------------------------------------------------------- | ---- | ---------------------------- |
| Katy on a Mission                                                      | 2010 | Johny Mourgue                |
| Louder                                                                 | 2010 | Johny Mourgue                |
| Perfect Stranger (вместе с Magnetic Man)                               | 2010 | W.I.Z.                       |
| Lights On (вместе с Ms. Dynamite)                                      | 2010 | Johny Mourgue                |
| Broken Record                                                          | 2011 | Джейми Трейвис               |
| Easy Please Me                                                         | 2011 | Бен Ньюман                   |
| Witches' Brew                                                          | 2011 | Колин Тилли                  |
| Movement                                                               | 2011 | DJ Zinc                      |
| Anywhere in the World (вместе с Марком Ронсоном)                       | 2012 |                              |
| What You Came For (вместе с Mosca)                                     | 2012 |                              |
| Got Paid (вместе с DJ Zinc и Уайли)                                    | 2012 | Эмиль Рафаэль                |
| What Love Is Made Of                                                   | 2013 | Эмиль Нава                   |
| 5 AM                                                                   | 2013 | Ронан Поллак                 |
| Crying for No Reason                                                   | 2013 | Софи Мюллер и Росс МакДауэлл |
| Find Tomorrow (Ocarina) (вместе с Димитри Вегас, Лайк Майк и Wolfpack) | 2014 |                              |
| Still                                                                  | 2014 |                              |